# Городилов (село)

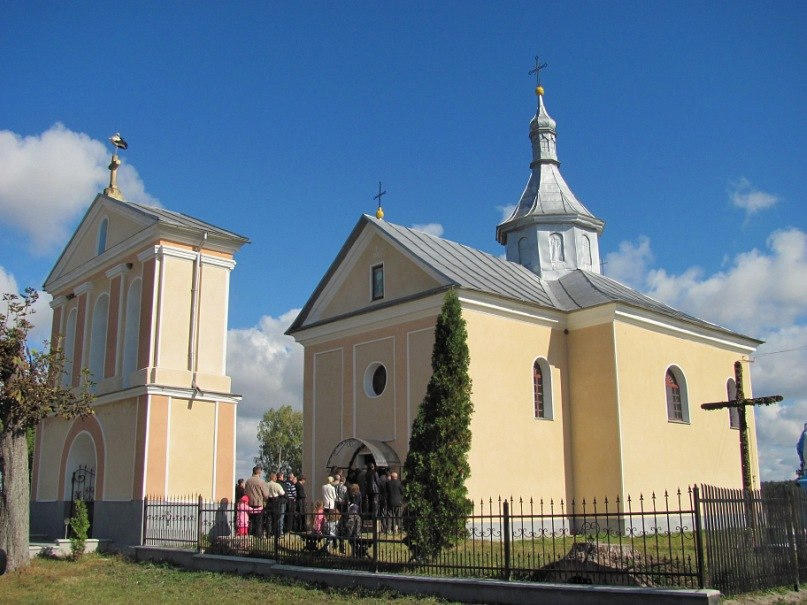
Церковь Воздвижения Честного Животворного креста (1867 г.)

Городилов (укр. Городилів) — село в Золочевской городской общине Золочевского района Львовской области Украины.
Население по переписи 2001 года составляло 385 человек. Занимает площадь 1,048 км². Почтовый индекс — 80716. Телефонный код — 3265.